# 中井芳滝
中井 芳滝（なかい よしたき、天保12年2月22日〈1841年4月13日〉 - 明治32年〈1899年〉6月28日）とは、江戸時代末期から明治時代の大坂の浮世絵師。上方役者絵において五粽亭広貞とともに双璧といわれた。一養斎芳滝（いちようさいよしたき）、歌川芳滝（うたがわよしたき）などとしても知られる。

## 来歴

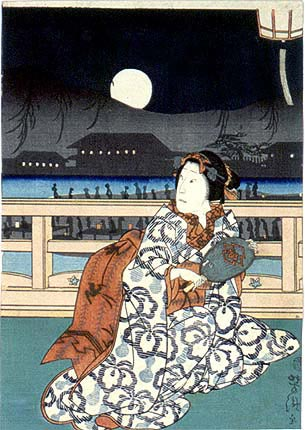

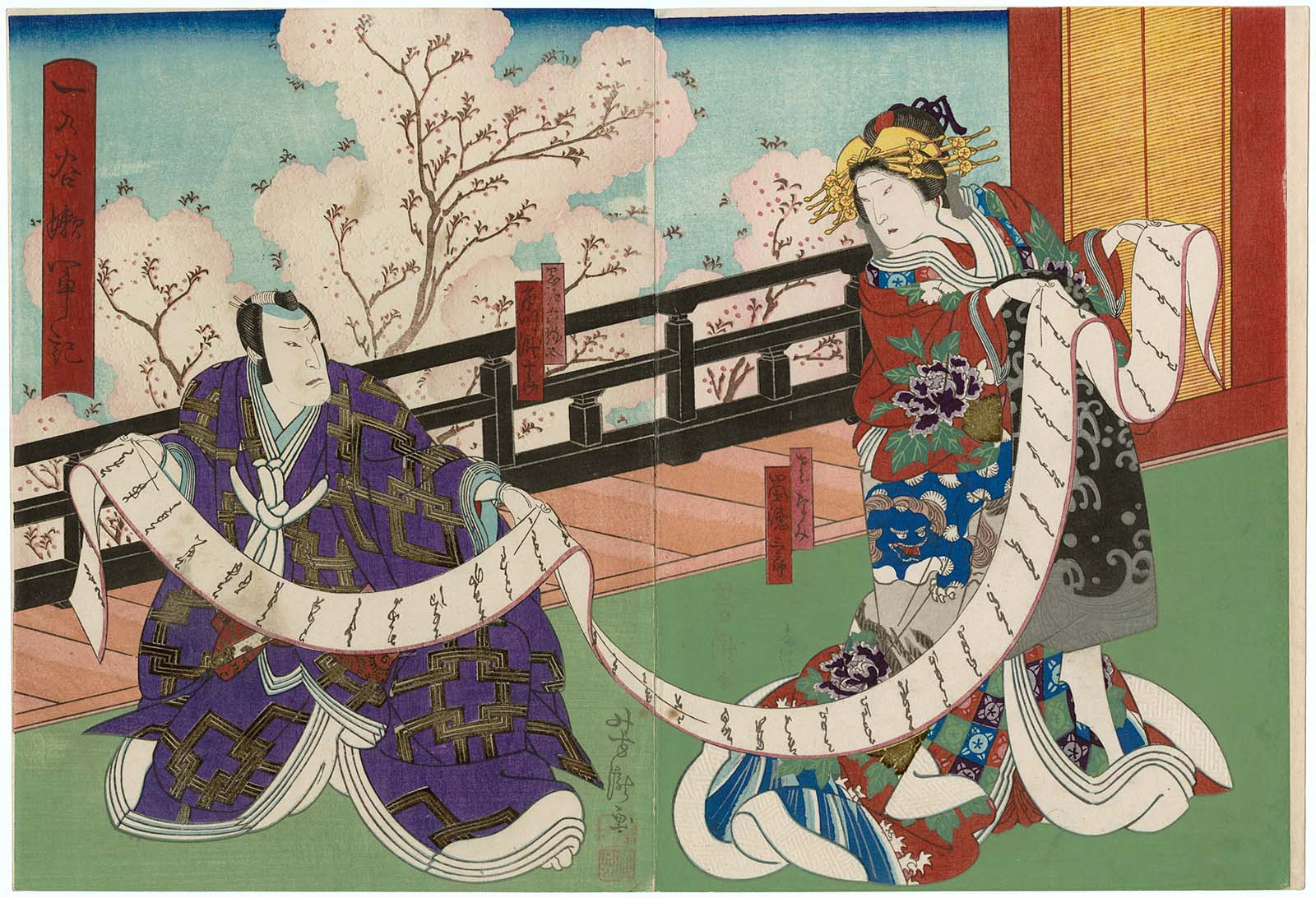

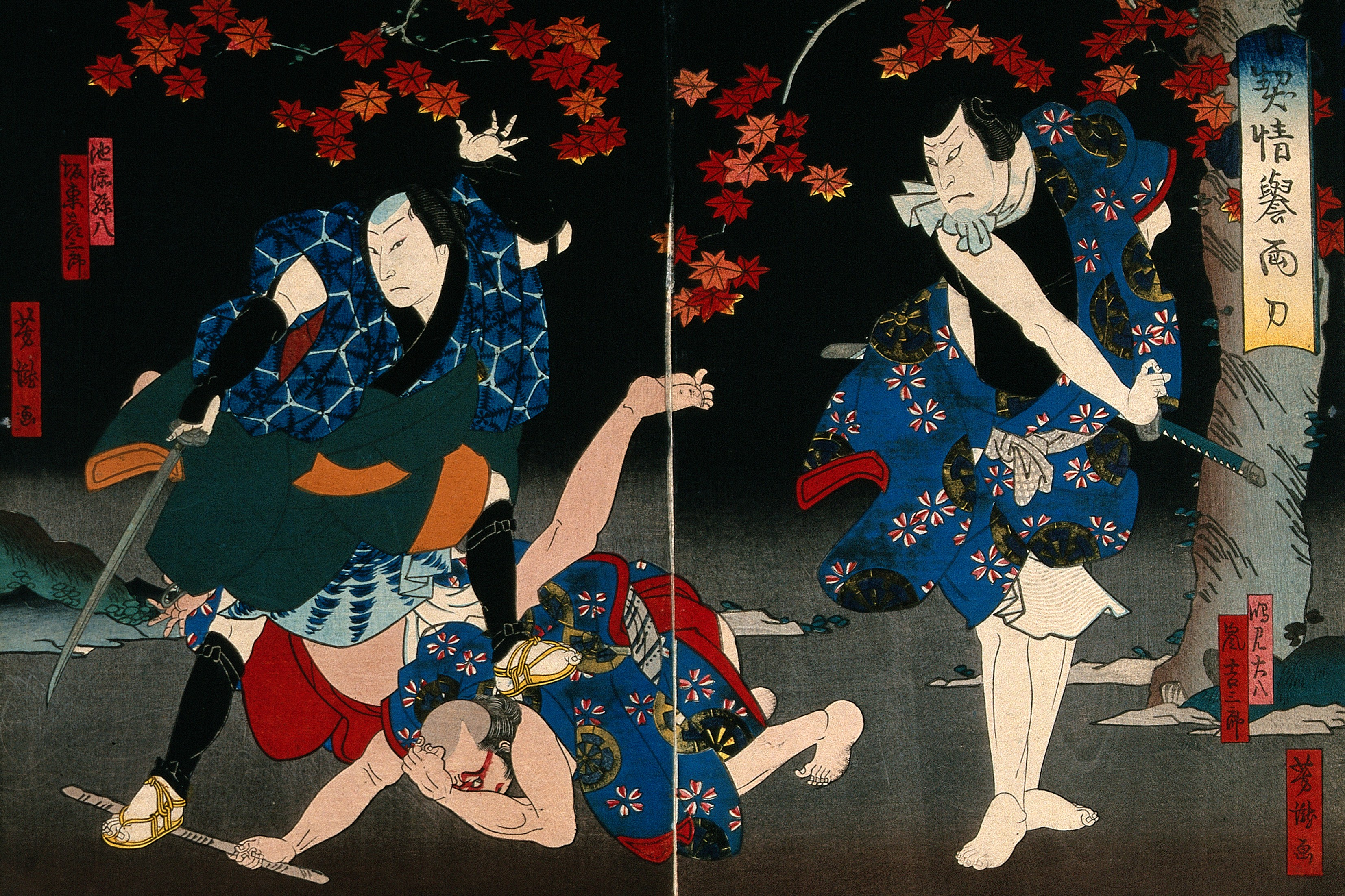

歌川芳梅の門人。大坂の人。姓は中井、一時に笹木、名は恒次郎。一養斎、一養亭、養水、寿栄堂、里の家、豊玉、糊家、阪田舎居などと号す。鰻谷に生まれ、後に南本町2丁目に住んでいる。嘉永2年（1852年）12歳で芳梅に入門。安政2年（1855年）15歳で独立し中井芳滝を名乗る。文久（1861年 - 1864年）年間から明治（1868年 - 1912年）にかけて活躍しており、芝居看板、中判の役者絵をはじめ、摺物や風景画、美人画を描き、上方最後の浮世絵師と称された。他に徳川慶喜大坂退去後の「城中大火図」や、明治初期には『大阪錦絵新聞』の新聞錦絵などがある。また、堺の観光地を描いた堺名所案内には当時としては珍しいローマ字を地名に用いた。
明治7、8 年頃父の祖先にあたる笹木家を継いだが、後に弟で同じく絵師の笹木芳光に譲り、元の中井姓に戻った。明治13年（1880年）に京都へ移住後は、役者絵版画を殆ど止め、主に婦人風俗などの絹本画を描いた。明治15年（1882年）10月の第1回内国絵画共進会には本名である中井恒次郎として出品した「婦人裁縫図」、「群老遊戯図」が浮世絵派として唯一の銅牌を受けた。この受賞が契機となってか、翌16年に京都府画学校の教員として招かれているが、これを辞めた時期は判然としない。明治17年（1884年）4月の第2回内国絵画共進会においても「京都婦人」、「学校生徒昇校図」が同様に銅章を受けている。この時には浮世絵派の絵師として他に橋本周延、岡本春貞も銅章を受けている。

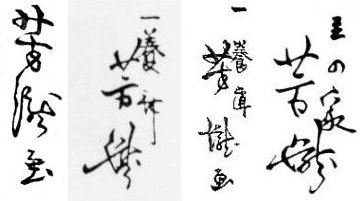
芳滝の落款。左から
- 芳滝　画
- 一養斎　芳滝
- 一養亭　芳滝　画
- 里の家　芳滝

明治18年（1885年）堺甲斐町に移住、肉筆画のほか新聞・雑誌の挿絵や連載物の他に、シリーズで発刊されていた刷物風俗画作品（『大阪名所』)を描いた。同じ街に住む大阪麦酒会社（現アサヒビール）社長・鳥井駒吉とは関係が深かったらしく、同社の引き札やチラシ・ポスターをしばしば手がけた。同社で宣伝のための都々逸を募集した際には、重役の鳥井や宅徳平、専門作家と共に秀歌を選んだという。更に初期のアサヒビールの波に朝日をあしらったラベルは芳瀧のデザインで、没後の明治36年（1903年）全国意匠工芸博覧会で一等金牌を受賞している。明治25年（1892年）に後の郷土玩具画家である川崎巨泉が弟子入りし、後に娘濱子と結婚し養子となった。享年59。戒名は楽邦軒静芳居士。墓は、堺区南旅籠町の南宗寺。

## 略歴
- 天保12年（1841年）中井源兵衛の長男として大坂に生まれる。
- 安政2年（1855年） 歌川芳梅から独立し、役者絵・芝居絵看板・風景版画等の制作を手がけ始める。
- 明治13年（1880年）京都へ移住する。
- 明治18年（1885年）堺へ移住する。
- 明治25年（1892年) 川崎巨泉が弟子となる。
- 明治32年（1899年）堺で病没。59歳。

## 作品
- 「浪花百景」　中錦揃物　安政末頃　一珠斎国員、南粋亭芳雪と合作
- 「石川五右衛門・二世尾上多見蔵　真柴久吉・二世嵐璃珏」　中錦上下2枚継　安政7年正月　角座『けいせい石川染』
- 「城中大火図」　大錦3枚続　明治元年
- 「桜丸 四世嵐璃寛・松王丸 四世中村芝翫・梅王丸 三世中村福助』大錦3枚続　明治13年9月　中座『菅原伝授手習鑑』
- 「松島廓大芝居人形芝居繁栄図」　大錦3枚続　明治
- 「勝鬨莩源氏（源牛若丸　嵐璃珏）」　大錦
- 「和合曽我誉富士　初世中村雀右衛門の新左エ門と片岡松太郎の粧姫と二世中村福助の江間小四郎」　中錦3枚続
- 『上方絵版画帖』
- 『堺名所案内』（1895年）
- 『浪速百景』

肉筆画
- 『歌舞音曲図』  紙本著色 103.8x49.0cm ボストン美術館蔵 落款「浪華 芳瀧筆」印文不明（方印）幕末期[3]
- 『新造立姿図』 絹本著色 100.0x21.8cm 大英博物館蔵 落款「浪華 芳瀧筆」「芳瀧」白文方印 幕末期[4]
- 『3代目嵐吉三郎の赤堀水右衛門[5]』 紙本着色  29.2x20.7cm 個人蔵 明治8年（1875年）題や箱書きに「油絵」とあるが、実際は紙本着色の作品。

## 師弟系譜
- 歌川豊春━歌川豊国━歌川国芳━歌川芳梅━中井芳滝━川崎巨泉